# Gondola Ridge
Gondola Ridge (englisch für Gondelkamm) ist ein Gebirgskamm südlich des Mackay-Gletschers, der sich über etwa 6,5 Kilometer vom Mount Suess in nordöstlicher Richtung erstreckt. 
Er wurde von der Westgruppe der Terra-Nova-Expedition (1910–1913) unter der Leitung des britischen Polarforschers Robert Falcon Scott kartografisch erfasst. Benannt wurde er so, weil er gemeinsam mit dem mit ihm verbundenen Mount Suess in seiner Form einer Gondel ähnelt.